# Laura Aguilar
Laura Aguilar (San Gabriel, 26 ottobre 1959 – Long Beach, 25 aprile 2018) è stata una fotografa statunitense.
È riconosciuta come un'importante esponente della fotografia lesbica.

## Biografia
Laura Aguilar frequentò il corso di fotografia dell'East Los Angeles Community College e continuò poi i suoi studi con il The Friends of Photography Workshop e il Santa Fe Photographic Workshop. Nelle sue opere sono presenti anche elementi autobiografici. Nelle sue critiche, Diana Emery Hilick ha notato come "le circostanze della vita [di Aguilar] si riflettono nella sua arte". Aguilar, scrive Hulick, "è corpulenta, lesbica, di origine messicana, cosciente della propria emarginazione ma allo stesso tempo in armonia con sé stessa tanto da riuscire a presentarsi a noi con un approccio personale allo stesso tempo intimo e autorevole."
Di sé stessa ha detto: "Sono prevalentemente autodidatta. Per me la fotografia è sempre stato un modo per aprirmi e osservare il mondo attorno a me. Ho imparato molto su me stessa soprattutto attraverso la serie Latina Lesbians. Si tratta di un progetto che ho intrapreso a partire dall'agosto 1986. Al momento ho realizzato trenta foto, ma vorrei aumentarne il numero a cento. Solo allora potrò ritenere la serie conclusa. E vorrei poi che tale serie fosse presentata come libro".

## Arte
Le sue opere consistono principalmente in ritratti, in particolare di membri di gruppi sociali di solito invisibili nelle correnti della cultura ufficiale: lesbiche di origine sudamericana, coppie afroamericane, persone obese. Il lavoro con i soggetti da lei intrapreso prevede la collaborazione fra fotografo e modello, in modo da annullare la differenza di "potere" fra chi è dietro l'obiettivo e chi davanti, secondo la tradizione del documentario sociale.
Con riferimenti alle sculture di Henry Moore e di Aristide Maillot, ma anche alla scultura primitiva, nell'opera di Aguilar il corpo rifiuta di sottostare ai canoni di bellezza ufficiali e l'artista richiama la nostra attenzione, sottolineando ciò con la scelta di nudi spesso realizzati in un ambiente naturale, sul fatto che non solo una donna può essere fuori dai canoni, ma li può anche rifiutare mantenendo la propria identità femminile.

## Esposizioni
I suoi lavori sono stati esposti in varie importanti esposizioni e gallerie d'arte.
In Italia:
- Biennale Arte di Venezia

In California, USA:
- Los Angeles City Hall Bridge Gallery
- Los Angeles Contemporary Exhibitions (LACE)
- Los Angeles Photography Center
- Women's Center Gallery at the University of California in Santa Barbara
- Self Help Graphics
- Susanne Vielmetter Los Angeles Projects Space

In Illinois, USA:
- University of Illinois in Chicago

## Premi e altri riconoscimenti
- residenza artistica al Light Works a Syracuse, NY nel 1993
- premio Brody Grant dalla California Community Foundation nel 1992
- residenza artistica presso il California Arts Council grazie al Gay and Lesbian Community Services Center of Los Angeles nel 1991/92
- Artist's Project Grant dal LACE nel 1992